# 元始天王
元始天王，道教神仙名號，即中國神話中的盤古，和天地宇宙之初始有關的尊神。但在部分道教典籍中，有時也會被混淆為三清中的元始天尊。
元始天王還有“先天道祖元始至尊毘盧上帝”的稱號，和佛教的毗卢遮那佛混為一談。道教典籍《元始大洞玉經序》記載：“元始天王卽毘盧遮那聖主，爲生佛生仙之祖。”並有以他的名字命名的道教文獻《元始上帝毘盧遮耶説大洞救劫尊經》。元始天王在《道法会元》、《先天斗母奏告玄科》、《大梵先天斗姥水火祭煉元科》等道教典籍中的稱號為“元始上帝毘盧遮那大聖”，和“先天斗姥摩利支天大聖”相對應。在正一天師道第五十四代天師張繼宗所著的《崆峒問答》中說：“三教同源，道祖元始王即佛之毗盧遮那聖主；道之先天斗姥，即佛之摩利支天。道姥乃元始陰神，故爲道家法主耳。”因而元始天王爲道祖，先天斗姥爲道姥，元始天王的女性型即先天斗姥（聖德天后），二者本为一体。

## 來歷
已知元始天王的最早記載，見于《枕中書》〈元始上真眾仙記〉：“昔二仪未分，溟涬鸿蒙，未有成形，天地日月未具，状如鸡子，混沌玄黄，已有盘古真人，天地之精，自号元始天王，游乎其中。”同書記載元始天王与太元圣母生下东王公与西王母。
上清《太上三天正法經》記載：「九天真王與元始天王，俱生始炁之先，天光未朗，鬱積未澄，溟涬無涯，混沌太虛，浩汗流冥七千餘劫，玄景始分，九炁存焉，一炁相去九萬九千九百九十歲，青童君曰：時未有歲月，九炁既存，一炁相去九萬九千九百九十里，一里為一歲也。清炁高澄，濁混下布。九天真王、元始天王，稟自然之胤，置於九天之號，九天真王、元始天王，始皆生於九炁之中，氣結而成形焉。」《真靈位業圖》中，又記載元始天王為西王母之師。
按《雲笈七籤·元始天王紀》的說法，元始天王「稟天自然之胤，結形未沌之霞，托體虛生之胎，生乎空洞之際」，當時「玄景未分，天光冥遠，浩漫太虛」，現身之時「夜生自明，神光燭室。散形靈馥之煙，棲心霄霞之境」，在「內氣玄崖，潛想幽窮」之後「忽焉逍遙，進登金闕」，受號「玉清紫虛高上元皇太上大道君」，位在玉清，掌括上皇，高帝之真。
北宋末、南宋初的神霄派道法書《高上神霄玉清真王紫書大法》记载了元始天王遇万炁祖母太玄玉极元景自然九天上玄玉清神母生其中八子：長子南極長生大帝、次子東華帝君、三子灵海帝君、四子西元帝君、五子东井帝君、六子清都帝君、七子清灵帝君、八子中皇大君。但在《紫微玄都雷霆玉經》中，記載這麼一位與玉清神母元君結合的神靈，其名為「浮黎元始天尊」，「南極長生大帝」为其第九子而非长子。但此《紫微玄都雷霆玉經》影響不大，在神霄派內部並沒有形成共識，連自稱玉清真王下凡的宋徽宗也沒有採用。
“昔太空未成，元炁未生。元始天王，為昊莽凕涬大梵之祖，凝神結胎，名曰混沌。混沌既拆，乃有天地中外之炁，方名混虛。元始天王，運化開圖。金容赫日，玉相如天。陶育妙精，分闢乾坤。乃自玉京上山下遊，遇萬炁祖母太玄玉極元景自然九天上玄玉清神母，行上清大洞雌雄三一混化之道，生子八人。長曰南極長生大帝，亦號九龍扶桑日宮大帝，亦號高上神霄玉清王，一身三名，其聖一也。”
按照《茅山志》的記載，上清道祖為「大洞至尊元始天王上皇天帝紫霞虛皇天尊」，元始天王，迺玉清元始天中之尊。

## 元始八子
道教典籍《高上神霄玉清真王紫書大法》卷之一记载：

〈元始八子封職〉

長子高上元始化生南極長生大帝君，任高上神霄玉清王，職太陽九炁玉賢君玉清保仙王（諱混洞，字曜華）。

次封保生大君，任東華帝君，職青華帝君玉清太和王（諱泳洞，字曜煙）。

次封掌命大君，任蓬萊靈海君（諱濛洞，字曜靜）。

次封護命大生君，任蓬萊西元大帝君（諱泛洞，字曜文）。

次封明皇大君，任東井大帝君（諱沐洞，字曜靈）。

次封非卿大君，任清都帝君（諱清洞，字曜機）。

次封南極大君，任清靈帝君（諱沃洞，字曜神）。

第八子封北臺大君，任九天都衛玉霄紫清中皇大君（諱沈洞，字曜元）。